# Śatabhiszak (nakszatra)
Śatabhiszak lub też Śatataraka (Dewanagari: शतभिषक् / शततारका) – nakszatra, rezydencja księżycowa.
Termin używany w astrologii dźjotisz do określenia części Zodiaku, która położona jest w dwóch znakach - Wodniku i Rybach.
Śata oznacza sto a bhiszak - demony lub uzdrowiciele.
Śatabhiszak jako czas charakteryzuje się niespokojną, mentalną energią.